# Rhododendron beccarii
Rhododendron beccarii är en ljungväxtart som beskrevs av Herman Otto Sleumer. Rhododendron beccarii ingår i släktet rododendron, och familjen ljungväxter. Inga underarter finns listade i Catalogue of Life.